# Stewart Hills
Stewart Hills är en kulle i Antarktis. Den ligger i Västantarktis. Chile gör anspråk på området. Toppen på Stewart Hills är 1 649 meter över havet.
Terrängen runt Stewart Hills är huvudsakligen platt, men söderut är den kuperad. Trakten är obefolkad. Det finns inga samhällen i närheten.